# Grande Prêmio da Grã-Bretanha de 2012
O Grande Prêmio da Grã-Bretanha de 2012 foi a nona corrida da temporada de 2012 da Fórmula 1. A prova foi disputada no dia 8 de julho no Circuito de Silverstone, em Silverstone, Northamptonshire.

## Relatório

### Classificatório
Q1

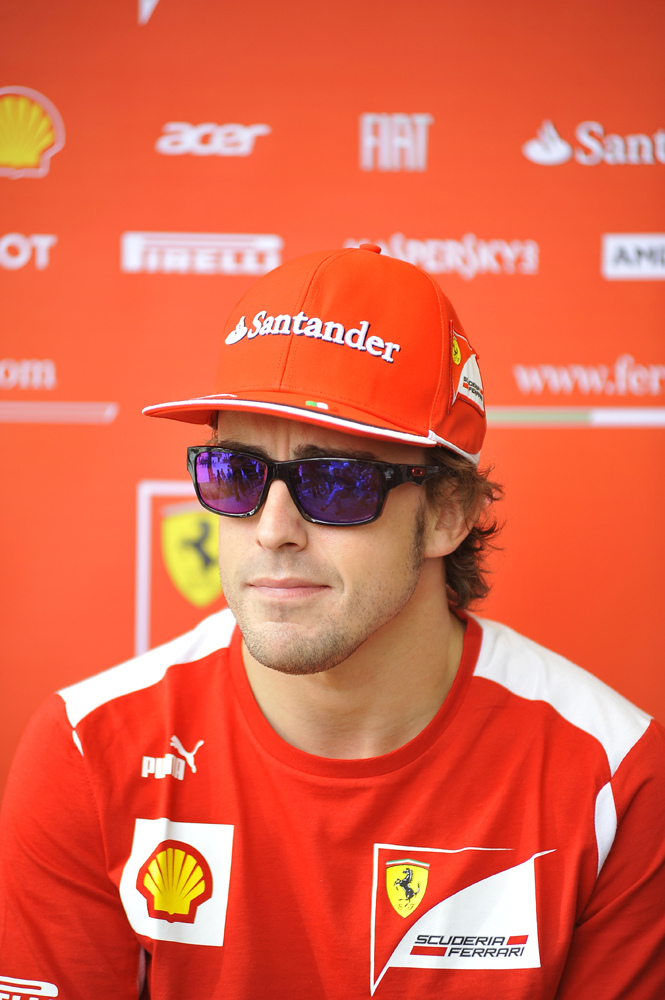
Alonso foi o pole position.

O treino teve início debaixo de chuva e antes do sinal verde ser aceso os carros já estavam congestionados esperando a abertura dos boxes. Kobayashi, que era o primeiro da fila, foi o primeiro a marcar tempo. Alguns pilotos escapavam da pista e passeavam na grama, outros se tocavam ou dividiam curvas com muito cuidado, já que os carros chegavam a aquaplanar em plena reta. A previsão das equipes era de que a pista iria piorar, porém até a chuva aumentar a pista melhorou, o que fez com que os tempos baixassem a cada volta e que vários pilotos ocupassem em algum momento a primeira posição. Massa, Hamilton, Di Resta, Hulkenberg e Maldonado foram alguns. No final da sessão o inglês Button estava em 18º quando o cronômetro estava prestes a ser zerado. Uma troca de pneus fez com que seu ritmo melhorasse bastante, entretanto quando ia cruzar a linha de chegada pela última vez para garantir sua passagem para o Q2, encontrou uma bandeira amarela devido a uma rodada do alemão Glock. Com isso ele acabou reduzindo e foi eliminado ainda no Q1.
O alemão Vettel da Red Bull Racing foi o mais veloz no Q1 com o tempo de 1m46s279mil, com Webber em segundo.
Q2
A segunda parte do treino teve início com mais chuva na pista. A situação dos pilotos era complicada, a maioria foi para a pista com pneus para chuva extrema. A exceção foram os carros da Williams e da Ferrari, que erroneamente tentaram usar pneus intermediários, uma tentativa que falhou e fez com que os pilotos tivessem que parar novamente nos boxes para trocá-los. Com a piora da pista, Maldonado, Senna, Alonso e Massa tiveram problemas e não conseguiram aproximar-se dos dez primeiros.
Faltando 6 minutos para o final da sessão a chuva aumentou e alguns pilotos começaram a escapar da pista, entre eles Massa e Alonso, sendo que o espanhol quase bateu no muro de proteção. Com isso, para segurança, a bandeira vermelha foi acionada e a classificação foi paralisada. Após 92 minutos de paralisação a pista foi liberada e com situação melhor. Alguns pilotos, como Rosberg, ainda escapavam, porém todos estavam mais velozes e baixando os tempos que já haviam sido feitos. Mais uma vez a primeira posição passou por vários pilotos.
Com cronômetro já zerado, Hamilton empolgou a torcida marcando o melhor tempo, com Alonso e Senna fora do Q1. Grosjean, que era o quinto, acabou na brita, o que atrapalhou alguns outros carros, pois foi dada a bandeira amarela naquele setor da pista. Alonso, na última volta bateu na trave com o nono posto e com Vettel em décimo. Hamilton se manteve na liderança no fim do treino com 1m55s799mil e foi para o Q3 na frente. Massa também garantiu o sexto lugar, assim como Alonso, o nono. Fora do Q3 ficaram Di Resta, Kobayashi, Rosberg, Ricciardo, Senna, Vergne e Perez, que era o líder antes da paralisação.
Q3
A última sessão da classificação teve maior utilização dos pneus intermediários, que só não tiveram adesão de Schumacher e Raikkonen, que mantiveram o composto para chuva extrema. Novamente a pista melhorava a cada volta, e quem ditava o ritmo eram os dois carros da Ferrari, com Alonso e Massa se alternando na liderança. O brasileiro mostrou gana para brigar pela posição de honra, perdendo posições no final. Webber, Schumacher e Vettel marcaram bons tempos no final e jogaram Massa para quinto, porém ninguém foi mais veloz que o espanhol Alonso, que marcou 1m51s746mil na última de suas voltas e garantiu a primeira posição no grid de largada para a corrida. A Ferrari não marcava uma pole position a 31 corridas.
Punições
Hulkenberg e Pic perderam cinco posições por trocar o câmbio antes do classificatório. Kobayashi perdeu cinco posições no grid de largada por causar um acidente com Massa na corrida anterior, e Vergne perdeu cinco por causar um acidente com Kovalainen na mesma corrida. Pic não classificou-se para prova por exceder o tempo da regra dos 107%, entretanto os comissários permitiram que ele largasse por ter marcado tempos abaixo dos 107% nos treinos livres.

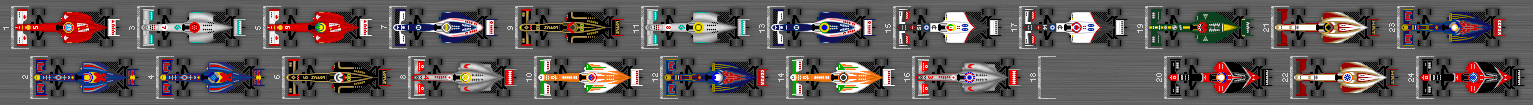
Grid de largada.

### Prova

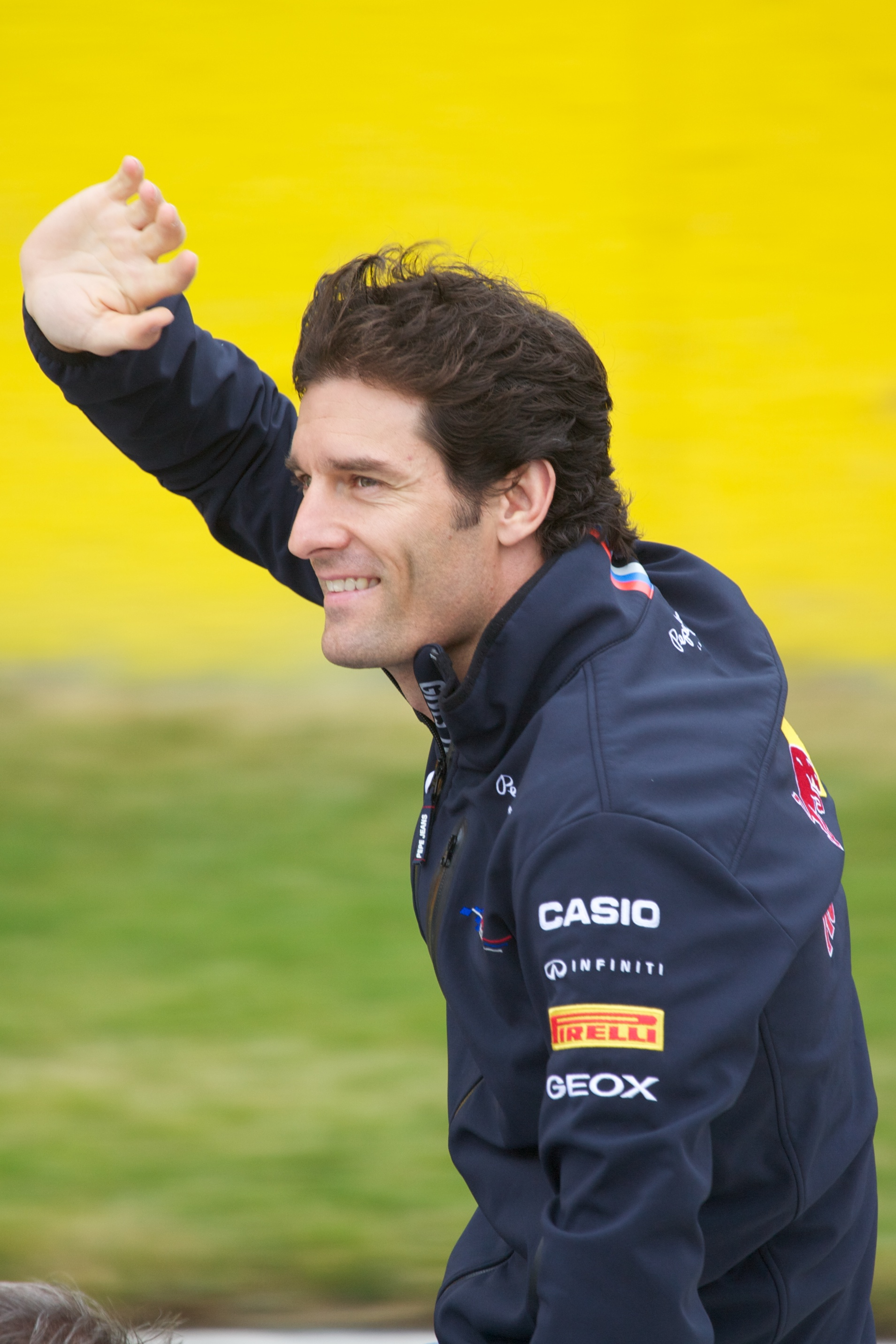
Webber venceu a prova.

Cerca de vinte minutos antes da largada o russo Petrov deixou os boxes e, momentos depois, seu motor começou a soltar fumaça. O piloto recolheu o carro de volta aos boxes, entretanto os mecânicos não foram capazes de consertar a falha no motor antes da corrida. Petrov não largou.
A prova teve início no horário correto e sem a presença da chuva, como era esperado. Na largada Alonso, com pneus duros, defendeu bem a liderança realizando uma manobra extremamente brusca para cima de Webber, com pneus macios. O espanhol manteve a liderança e ampliou a vantagem nas voltas subsequentes. Um pouco atrás Massa ganhou posição de Vettel, se defendeu de Raikkonen e tentou ultrapassar Schumacher para ser terceiro na 11ª volta depois de muita disputa. Senna também largou bem, saindo de 13º para 8º, embora tenha caído para 10º algumas voltas depois.
A partir desse momento a corrida se tornou cerebral. Alonso guardava seus pneus macios para o final da prova, o que claramente não era uma boa alternativa. Ele teria de abrir grande vantagem para Webber nos dois pit stops que faria. Alonso parou nas voltas 14 e 38, Webber na 15 e na 34, com a diferença que partiria para a última janela com pneus duros. Na segunda posição Schumacher perdeu rendimento em pista seca e acabou perdendo algumas posições, enquanto Vettel ultrapassou Massa nos boxes e firmou-se em terceiro.
Hamilton assumiu a liderança quando ainda não havia parado nos boxes, mas foi ultrapassado por Alonso. Perez e Maldonado pararam nos boxes juntos e, quando o mexicano foi tentar passar na volta para a pista, por fora, foi tocado pelo venezuelano da Williams. Os dois rodaram e Perez abandonou a prova muito bravo.
O brasileiro Senna travou um duelo com Hulkenberg e Button no final da prova. Hulkenberg era o nono, Senna o décimo e Button o décimo-primeiro, quando na penúltima volta, em uma manobra que durou três curvas, Senna garantiu a melhor posição entre os três. Tentando se recuperar, Hulkenberg ainda escapou da pista e abriu caminho para Button pontuar.
Na 38ª volta Kobayashi entrou nos boxes para fazer o seu pit stop, o japonês perdeu o ponto de freada e atropelou três mecânicos da Sauber. Apenas um deles se feriu, com um corte na perna, porém sem gravidade.
Massa e Grosjean eram os pilotos mais rápidos na pista na parte final da prova. Alonso fez sua última parada na volta 38 e ainda voltou na liderança. Mas, seus pneus macios não eram a melhor escolha e Webber era 1 segundo mais rápido por volta, até que na volta 48, faltando 4 para o fim, o espanhol perdeu a posição para o australiano. A última batalha da prova foi entre Raikkonen e Massa, entretanto Massa se defendeu bem das tentativas de Raikkonen na última volta e garantiu o quarto lugar. Webber cruzou a linha de chegada em primeiro seguido por Alonso e Vettel, respectivamente. Foi a segunda vitória de Webber em uma temporada bem equilibrada.

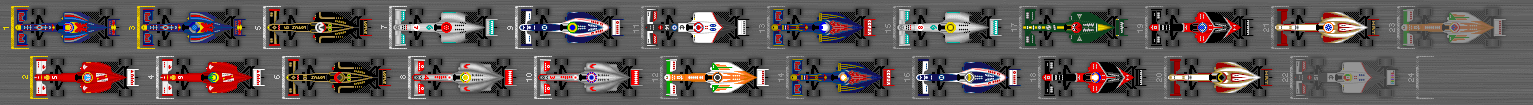
Resultado da corrida.

## Resultados

### Treino classificatório
| Pos                 | Nº | Piloto             | Equipe                  | Q1       | Q2       | Q3       | Voltas |
| ------------------- | -- | ------------------ | ----------------------- | -------- | -------- | -------- | ------ |
| 1                   | 5  | Fernando Alonso    | Ferrari                 | 1:46.515 | 1:56.921 | 1:51.746 | 25     |
| 2                   | 2  | Mark Webber        | Red Bull Racing-Renault | 1:47.276 | 1:55.898 | 1:51.793 | 23     |
| 3                   | 7  | Michael Schumacher | Mercedes                | 1:46.571 | 1:55.799 | 1:52.020 | 22     |
| 4                   | 1  | Sebastian Vettel   | Red Bull Racing-Renault | 1:46.279 | 1:56.931 | 1:52.199 | 23     |
| 5                   | 6  | Felipe Massa       | Ferrari                 | 1:47.401 | 1:56.388 | 1:53.065 | 24     |
| 6                   | 9  | Kimi Räikkönen     | Lotus-Renault           | 1:47.309 | 1:56.469 | 1:53.290 | 24     |
| 7                   | 8  | Pastor Maldonado   | Williams-Renault        | 1:46.449 | 1:56.802 | 1:53.539 | 25     |
| 8                   | 4  | Lewis Hamilton     | McLaren-Mercedes        | 1:47.433 | 1:54.897 | 1:53.543 | 25     |
| 9                   | 10 | Romain Grosjean    | Lotus-Renault           | 1:47.043 | 1:56.388 | S/ tempo | 20     |
| 10                  | 11 | Paul di Resta      | Force India-Mercedes    | 1:47.582 | 1:57.009 |          | 19     |
| 11                  | 8  | Nico Rosberg       | Mercedes                | 1:47.724 | 1:57.108 |          | 17     |
| 12                  | 16 | Daniel Ricciardo   | Toro Rosso-Ferrari      | 1:47.266 | 1:57.132 |          | 18     |
| 13                  | 19 | Bruno Senna        | Williams-Renault        | 1:47.105 | 1:57.426 |          | 19     |
| 14                  | 12 | Nico Hulkenberg1   | Force India-Mercedes    | 1:46.334 | 1:55.556 | 1:54.382 | 22     |
| 15                  | 15 | Sergio Pérez       | Sauber-Ferrari          | 1:46.494 | 1:57.895 |          | 19     |
| 16                  | 3  | Jenson Button      | McLaren-Mercedes        | 1:48.044 |          |          | 12     |
| 17                  | 14 | Kamui Kobayashi2   | Sauber-Ferrari          | 1:46.649 | 1:57.071 |          | 18     |
| 18                  | 21 | Vitaly Petrov      | Caterham-Renault        | 1:49.027 |          |          | 10     |
| 19                  | 20 | Heikki Kovalainen  | Caterham-Renault        | 1:49.477 |          |          | 10     |
| 20                  | 24 | Timo Glock         | Marussia-Cosworth       | 1:51.618 |          |          | 10     |
| 21                  | 22 | Pedro de la Rosa   | Hispania-Cosworth       | 1:52.742 |          |          | 11     |
| 22                  | 23 | Narain Karthikeyan | Hispania-Cosworth       | 1:53.040 |          |          | 10     |
| 23                  | 17 | Jean-Éric Vergne3  | Toro Rosso-Ferrari      | 1:47.705 | 1:57.719 |          | 18     |
| 107% tempo:1:53.718 |    |                    |                         |          |          |          |        |
| DNQ                 | 25 | Charles Pic1 4     | Marussia-Cosworth       | 1:54.143 |          |          | 10     |
| Fonte:              |    |                    |                         |          |          |          |        |

- ↑1  Hulkenberg e Pic perderam cinco posições por trocar o câmbio antes do classificatório[4]
- ↑2  Kobayashi perdeu cinco posições no grid de largada por causar um acidente com Massa na corrida anterior[4]
- ↑3  Vergne perdeu cinco posições no grid de largada por causar um acidente com Kovalainen na corrida anterior[4]
- ↑4  Pic não classificou-se para prova por exceder o tempo da regra dos 107%, entretanto os comissários permitiram que ele largasse por ter marcado tempos abaixo dos 107% nos treinos livres[5]

### Corrida
| Pos.   | Nu. | Piloto             | Construtor           | Voltas | Tempo/Retirado | Grid | Pontos |
| ------ | --- | ------------------ | -------------------- | ------ | -------------- | ---- | ------ |
| 1      | 2   | Mark Webber        | Red Bull-Renault     | 52     | 1:25:11.288    | 2    | 25     |
| 2      | 5   | Fernando Alonso    | Ferrari              | 52     | +3.060         | 1    | 18     |
| 3      | 1   | Sebastian Vettel   | Red Bull-Renault     | 52     | +4.836         | 4    | 15     |
| 4      | 6   | Felipe Massa       | Ferrari              | 52     | +9.519         | 5    | 12     |
| 5      | 9   | Kimi Räikkönen     | Lotus-Renault        | 52     | +10.314        | 6    | 10     |
| 6      | 10  | Romain Grosjean    | Lotus-Renault        | 52     | +17.101        | 9    | 8      |
| 7      | 7   | Michael Schumacher | Mercedes             | 52     | +29.153        | 3    | 6      |
| 8      | 4   | Lewis Hamilton     | McLaren-Mercedes     | 52     | +36.463        | 8    | 4      |
| 9      | 19  | Bruno Senna        | Williams-Renault     | 52     | +43.347        | 13   | 2      |
| 10     | 3   | Jenson Button      | McLaren-Mercedes     | 52     | +44.444        | 16   | 1      |
| 11     | 14  | Kamui Kobayashi    | Sauber-Ferrari       | 52     | +45.370        | 17   |        |
| 12     | 12  | Nico Hülkenberg    | Force India-Mercedes | 52     | +47.856        | 14   |        |
| 13     | 16  | Daniel Ricciardo   | Toro Rosso-Ferrari   | 52     | +51.241        | 12   |        |
| 14     | 17  | Jean-Éric Vergne   | Toro Rosso-Ferrari   | 52     | +53.313        | 23   |        |
| 15     | 8   | Nico Rosberg       | Mercedes             | 52     | +57.394        | 11   |        |
| 16     | 18  | Pastor Maldonado   | Williams-Renault     | 51     | +1 Volta       | 7    |        |
| 17     | 20  | Heikki Kovalainen  | Caterham-Renault     | 51     | +1 Volta       | 19   |        |
| 18     | 24  | Timo Glock         | Marussia-Cosworth    | 51     | +1 Volta       | 20   |        |
| 19     | 25  | Charles Pic        | Marussia-Cosworth    | 51     | +1 Volta       | 24   |        |
| 20     | 22  | Pedro de la Rosa   | HRT-Cosworth         | 50     | +2 Voltas      | 21   |        |
| 21     | 23  | Narain Karthikeyan | HRT-Cosworth         | 50     | +2 Voltas      | 22   |        |
| Ret    | 15  | Sergio Pérez       | Sauber-Ferrari       | 11     | Colisão        | 15   |        |
| Ret    | 11  | Paul di Resta      | Force India-Mercedes | 2      | Colisão        | 10   |        |
| DNS    | 21  | Vitaly Petrov      | Caterham-Renault     | 0      | Motor          | 18   |        |
| Fonte: |     |                    |                      |        |                |      |        |

## Curiosidade
- Última Vitória de Mark Webber.

## Tabela do campeonato após a corrida
Observe que somente as cinco primeiras posições estão incluídas na tabela.
|        | 1 | Fernando Alonso  | 129 |
|        | 2 | Mark Webber      | 116 |
| 1      | 3 | Sebastian Vettel | 100 |
| 1      | 4 | Lewis Hamilton   | 92  |
| 1      | 5 | Kimi Räikkönen   | 83  |
| Fonte: |   |                  |     |

|        | 1 | Red Bull-Renault | 216 |
| 2      | 2 | Ferrari          | 152 |
|        | 3 | Lotus-Renault    | 144 |
| 2      | 4 | McLaren-Mercedes | 142 |
|        | 5 | Mercedes         | 98  |
| Fonte: |   |                  |     |